# Station Sabadell Sud
Sabadell Sud is een treinstation in het zuiden van Sabadell, gelegen op lijn 4 en lijn 12 van Rodalies Barcelona.
Het huidige station werd in 1973 geopend en is het enige bovengrondse station in Sabadell. Het werd gebouwd ter vervanging van de voormalige goederenterminal en bestaat uit twee sporen en drie perrons, die ook voor mindervaliden toegankelijk zijn via twee liften.

## Lijnen
| Eindbestemming                                | Vorig station      | Lijn | Volgend station | Eindbestemming   |
| --------------------------------------------- | ------------------ | ---- | --------------- | ---------------- |
| Sant Vicenç de Calders Vilafranca del Penedès | Barberà del Vallès |      | Sabadell Centre | Terrassa Manresa |
| L'Hospitalet de Llobregat                     | Barberà del Vallès |      | Sabadell Centre | Lleida Pirineus  |